# トラブル・マン (アルバム)
『トラブル・マン』（Trouble Man）は、1972年12月8日に、モータウン傘下のタムラ・レーベルからリリースされた、ソウル歌手マーヴィン・ゲイによるサウンドトラック・アルバム。1972年のブラックスプロイテーション映画『野獣戦争』（原題 Trouble Man）は、本アルバムと同名)のサウンドトラックとして作られた本作は、政治性を帯びた記念碑的なアルバム『ホワッツ・ゴーイン・オン』に続く作品として、ゲイにとっては、より現代的な方向への動きを見せたものであった。

## 歴史
1971年の傑作アルバム『ホワッツ・ゴーイン・オン』が成功を収めたばかりのころ、ハリウッドから声がかかったゲイは、2本の映画『The Ballad of Andy Crocker』と『Chrome and Hot Leather』に出演した。やがてサウンドトラック・アルバム制作のオファーを受けたゲイは、1972年に活動の拠点をロサンゼルスへ移した。
アイザック・ヘイズやカーティス・メイフィールドと同じように、ゲイはブラックスプロイテーション映画のサウンドトラックのレコーディングに取り組んだ。ゲットーを舞台に展開するサスペンス映画『野獣戦争』（原題はアルバムと同じ Trouble Man）のサウンドトラックは、ゲイが作曲し、自らプロデュースした音楽だけで構成されている。カーティス・メイフィールドの『スーパーフライ』や、アイザック・ヘイズの『シャフト』とは違って、アルバム『トラブル・マン』には、ラブソングが収録されていない。ゲイが一部でボーカルを加えてはいるが、すべてインストゥルメンタル曲から成るアルバムである。
タイトル・トラックの「トラブル・マン」は、数種類の異なるミックスで発表されている。この曲は、それまでの作品には見られなかった、よりブルース色の強いサウンドに、ゲイが取り組んだものである。ゲイによれば、この曲は、彼の本性が表現された自伝的なものであるという。ボーカル・バージョンはヒットとなり、1973年にはビルボードのポップ・シングル・チャートで7位まで上昇した。この曲は後に、永年ゲイを敬愛してきた、モータウンのアーティスト、チコ・デバージ(Chico DeBarge)によってカバーされた。
批評家たちは、アルバム『トラブル・マン』を、ヘイズやメイフィールドのアルバムと同等のものと見ている。ゲイに続いて、ジェームス・ブラウン（『Black Caesar』）、ウィリー・ハッチ（Willie Hutch、『The Mack』、『Foxy Brown』）、バリー・ホワイト（『The Together Brothers』）など、同時代の多くの黒人アーティストたちが次々とブラックスプロイテーション映画のサントラに取り組むようになった。

## 収録曲
全曲、マーヴィン・ゲイ作曲
1. メイン・テーマ - Main Theme From Trouble Man (2) – 2:30
2. “T”プレイズ・イット・クール - 'T' Plays It Cool – 4:27
3. プア・アビー・ウォルシュ - Poor Abbey Walsh – 4:13
4. ザ・ブレイク・イン - The Break In (Police Shoot Big) – 1:57
5. クレオズ・アパートメント - Cleo's Apartment – 2:10
6. トラブル・マン - Trouble Man – 3:49
7. トラブル・マンのテーマ -Theme From Trouble Man – 2:01
8. “T”スタンズ・フォー・トラブル - 'T' Stands For Trouble – 4:48
9. メイン・テーマ - Main Theme From Trouble Man (1) – 3:52
10. ライフ・イズ・ア・ギャンブル - Life is a Gamble – 2:32
11. ディープ・イン・イット - Deep in It – 1:25
12. ドント・メス・ウィズ・ミスター“T”- Don't Mess with Mister 'T' – 3:04
13. ゼア・ゴーズ・ミスター“T”- There Goes Mister 'T' – 1:37

- 参加ミュージシャンの詳細は英語版 Trouble Man (album)を参照